# Врутци (језеро)
Језеро Врутци је вештачко језеро, настало преграђивањем реке Ђетиње узводно од Ужица. Језеро је дуго 8 km и налази се на 700 метара надморске висине.

## Водоснабдевање насеља и индустрије
Град Ужице добио је савремени водовод 1938. године. Као извориште каптирано је Живковића врело, чија се издашност креће око 23 л/с. Раст града, нарочито у периоду после Другог светског рата био је интензиван, па је тако дефицит воде за град био све израженији. То је био разлог да је 1956. године као извориште захваћено и Ћебића врело, а касније је подмиривало само потребе индустрије и потребе насеља Севојно.
Даљем проширивању изворишта приступило се 1962. године изградњом бунара и црпне станице у Турици. Ово извориште се модернизује и повећава 1974.године изградњом инфилтрационог басена и нових бунара са каптажним дренажним галеријама. Године 1977. каптирано је врело Поточане, капацитета 30л/с, а у циљу побољшања квалитета гради се постројење за пречишћавање воде које има каптажни објекат, флукулатор, брзе пешчане филтере, објекте за припрему и дозирање коагуланата, хлорну станицу и друге помоћне објекте.
Као најповољније решење за дугорочно водоснабдевање Ужица и околине одабрано је акумулирање чистих вода Ђетиње узводно од ушћа Сушице. Профил "Врутци" одабран је као најпогодније место за изградњу водојаже.
Хидролошке и друге анализе показале су (Вујновић Р.,1995): 
- да је одабрано место бране повољно и са топографског аспекта и због геолошког састава;
- да се акумулирањем ових вода може битно утицати на неповољан природни режим малих и великих вода и на њихову велику неравномерност;
- да су могућности реализације акумулирања на низводном току, као и на читавом току Западне Мораве веома ограничене, те да природне погодности акумулационог простора треба искористити не само за годишње, него и за вишегодишње изравнавање;
- да су очувани ресурси чистих вода веома доброг квалитета и да се простор који чини слив акумулације "Врутци" може у будућности сачувати од загађења

## Прављење језера
Брана "Врутци" изграђена је у клисури реке Ђетиње, 12 км узводно од града Ужица. Бетонска лучна брана је куполастог типа, са двоструком кривином, висине 77 м и дужине 241 м. Преко крупе бране и преливног дела урађен је мост за друмски саобраћај.
Прелив на крупи бране за евакуацију великих вода конструисан је тако да има дужину од48,8 м на централном делу бране. Капацитет прелива је 760 m³/s, што је знатно више од прогнозе десетохиљадитих вода(430м3/с), и што са протицајем кроз испусте даје велику сигурност у случају појаве катастрофалног поплавног таласа. На брани су 4 испуста на коти 575 и 590, а капацитет испуста је 136м3/с. Са прелива вода пада у бучницу, у којој се при највећим водама ствара водени јастук од око 15 м.У току грађења река је скренута опточним тунелом, односно кроз напуштени тунел пруге уског колосека. Систем је тако пројектован и изграђен да се вода из акумулације гравитацијом доводи од постројења за пречишћавање на Церовића брдо, а затим је систем резервоара разводи по насељима са врло разуђеном конфигурацијом. Приликом изградње акумулационог система "Врутци" потопљена је површина од 221 хектар земљишта у селима Врутци и Биоска. У структури потопљеног земљишта било је 17% под ораницама, 6% под воћњацима, 42% ливаде и пашњаци, а преосталих 35% била су неплодна и остала земљишта. Исељено је 45 сеоских домаћинстава, од којих се 36 налазило у зони акумулације, а 9 у непосредној зони санитарне заштите, тј. исељено је 30 домаћинстава из Врутака и 15 домаћинстава из Биоске. Акумулацијом је потопљено и Гробље у Врутцима са око 700 гробних места, које је због тога морало бити исељено на три нове локације. Измештене су саобраћајнице и друге инсталације, а сам простор акумулације очишћен. Изграђене су све нове локације саобраћајнице. Једна од Малића брда до саме бране у дужини од 3,6 км, а друга са десне стране акумулације од Биоске до бране на дужини од 12,7 км. 
Одлукама општина утврђен је режим понашања у сливном подручју акумулације у погледу коришћења тог простора у друге сврхе. Просторним планом посебне намене општина Ужице, Чајетина и Бајина Башта утврђене су зоне санитарне заштите акумулације и утврђени поступци код изградње привредних и других објеката. Систем "Врутци" има вишеструку улогу. Омогућава подмиривање свих потреба града Ужица водом са теоријском обезбеђеношћу испоруке од 100%. Затим, значајно доприноси заштити града од поплава, јер је у акумулацији резервисан простор који може прихватити поплавни талас без преливања преко бране. Осим великог значаја у водоснабдевању града Ужица и насеља низводно од овог града, акумулација има изузетан значај у погледу развоја купалишног, рекреативног, излетничког и спортскоманифестационог туризма. Систем "Врутци" има велике могућности у будућности ако се повеже са системом "Рзав". Планира се изградња сложеног водопривредног и хидроенергетског система који је назван хидросистем "Лим-Западна Морава". Систем предвиђа да се део воде из слива реке Дрине пребацује у водом знатно сиромашнији слив Западне, односно Велике Мораве. Изградња овог система би омогућила да се на широком простору Западне и Велике Мораве, Шумадије, Колубаре и Београда обезбеде потребне количине воде за водоснабдевање становништва и индустрије, наводњавање, заштиту квалитета воде и животне средине и руге намене (рибарство, туризам, пловидба итд.).

## Историја
На месту где је формирано језеро био је стари манастир Рујан, из 15. века, посвећен је Светом Великомученику Георгију. Имао је велики значај за српску културу. У њему је настала и радила прва штампарија где је штампано познато РУЈАНСКО ЧЕТВОРОЈЕВАНЂЕЉЕ. Изградњом бране и формирањем језера манастир је у потпуности потопљен. 2004. године недалеко од места где је био стари манастир изграђен је нови истог назива.